# Fondue

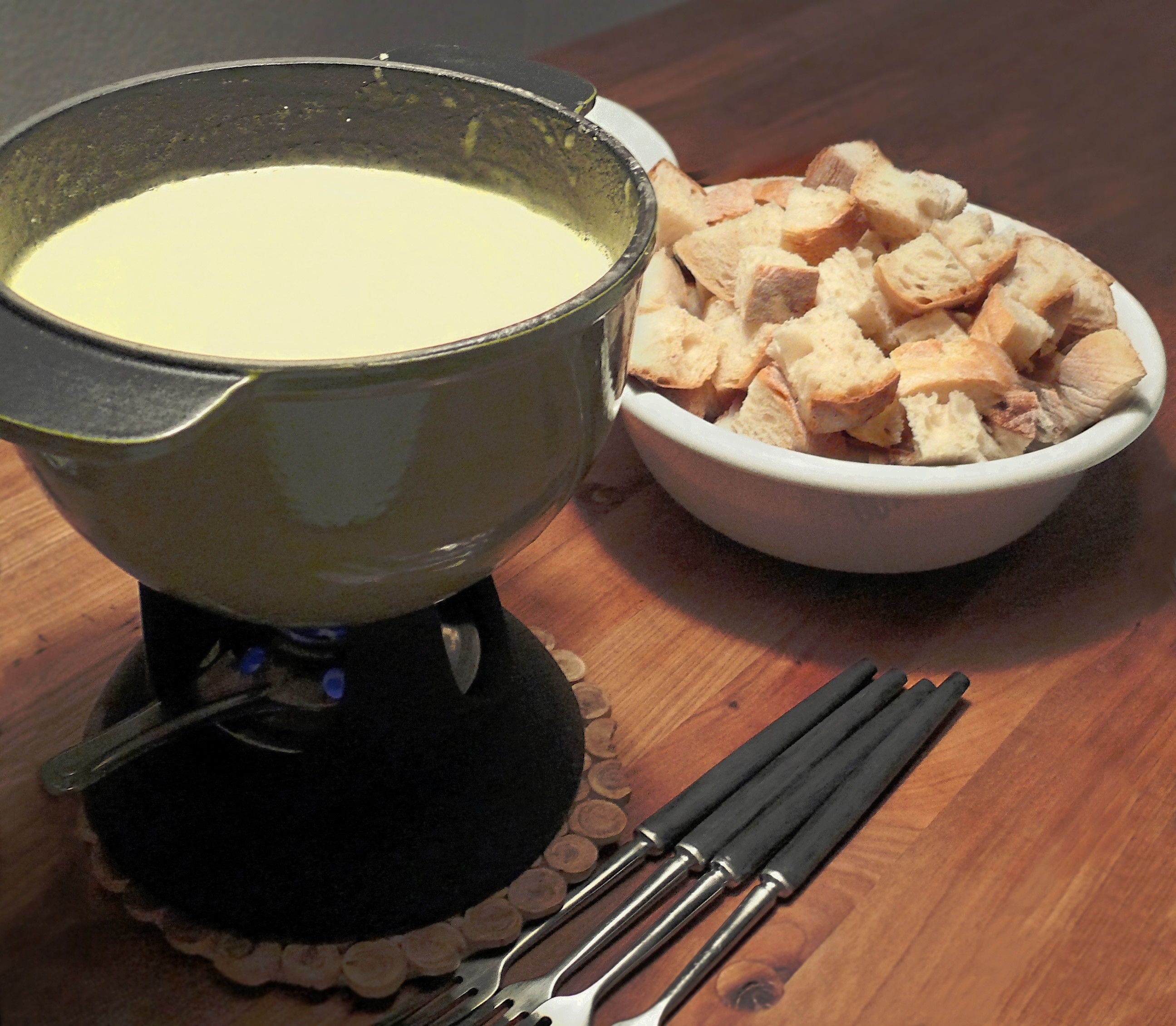
Käsefondue mit Brotstückchen, hier zubereitet in einem Caquelon (aus Keramik) auf einem Rechaud

Ein Fondue (deutsch [fõˈdyː] bzw. schweizerisch [ˈfõdyː]; französisch fondue fem. [fɔ͂dy], aus französisch fondue „geschmolzen“, von fondre „schmelzen“; italienisch fonduta fem. [fonˈduːta]) ist – im engeren Sinn und auf Mitteleuropa bezogen – ursprünglich ein Gericht aus geschmolzenem Käse, das aus den Westalpen – der Romandie, Savoyen und dem Piemont – stammt.
Mittlerweile wird der Begriff küchentechnisch verallgemeinernd für Gerichte verwendet, bei denen mundgerechte Nahrungsmittelstücke in erhitzte Flüssigkeiten getaucht werden. Beim Fleisch- und Fischfondue wird Fleisch bzw. Fisch in heißem Fett oder – ursprünglich aus Asien stammend – Brühe gegart oder darüber gedämpft. Dazu gehört auch das japanische Gericht Shabu shabu. Weitere Varianten sind Schokoladen- und Weinfondue.

## Käsefondues

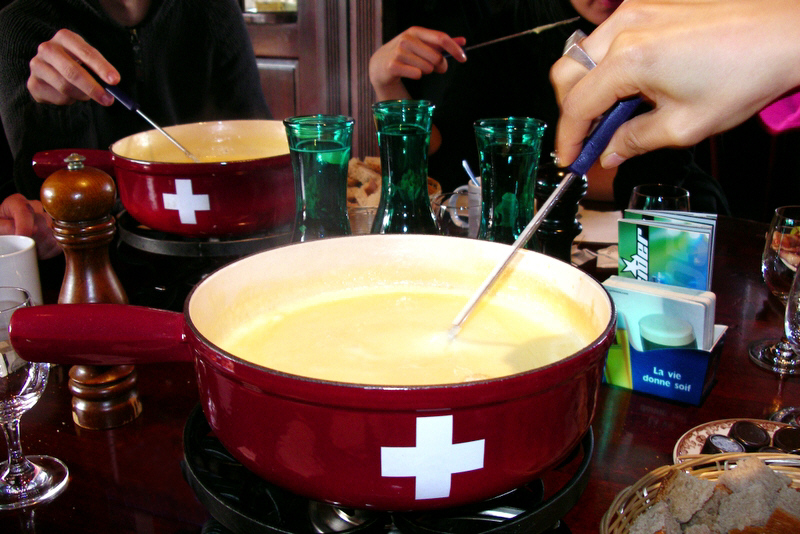
Käsefondue

Das Käsefondue ist die älteste Variante des als Fondue bezeichneten Gerichts. Es besteht aus einer Mischung von geschmolzenem Käse und Weisswein, dem als Bindemittel Stärke zugegeben und die mit einem Schuss Schnaps (Kirsch oder Obstler) sowie Knoblauch, Pfeffer und Muskatnuss abgeschmeckt wird. Je nach Art des Käses variiert der Geschmack des Fondues, was besonders bei den vielen regionalen Varianten des Fondues erkennbar wird.
Aus Frankreich stammt das Fondue savoyarde („Savoyer Fondue“), das aus den Käsesorten Emmentaler, Comté und Beaufort besteht. Eine Spezialität aus dem Nordwesten Italiens ist die Fonduta valdostana („Aostataler Fondue“) bzw. die Fonduta piemontese („Piemonteser Fondue“), die auf der Grundlage von Fontina mit Butter, Eigelb, Milch und weissen Trüffeln zubereitet wird.

## Zubereitung
Bei der Zubereitung wird zuvor erwärmte Käsemasse, Schokolade, Brühe oder Fett bei Tisch über einem Tischkocher, einem sogenannten Rechaud, heiss gehalten. In diese Substanz werden von den Teilnehmern eines Fondue-Essens mundgerechte Bissen unter Zuhilfenahme spezieller Spiesse (beim Käse-, Fett- und Schokoladenfondue) oder Körbchen (beim Brühfondue) getunkt und auf diese Weise gegart (Fett- und Brühfondue) oder überzogen (Käse- und Schokoladenfondue).
Die erwärmte Mischung wird bei Tisch in der Schweizer Variante in einem speziellen Topf aus Keramik, dem Caquelon, über ein Rechaud gesetzt. Die Teilnehmer stecken Brotstückchen oder (zuvor gekochte) Kartoffeln auf eine lange Gabel, halten diese in den flüssigen Käse und führen kreisende Bewegungen aus, bis das Brot bzw. die Kartoffel damit überzogen ist.

## Fett- und Brühfondues

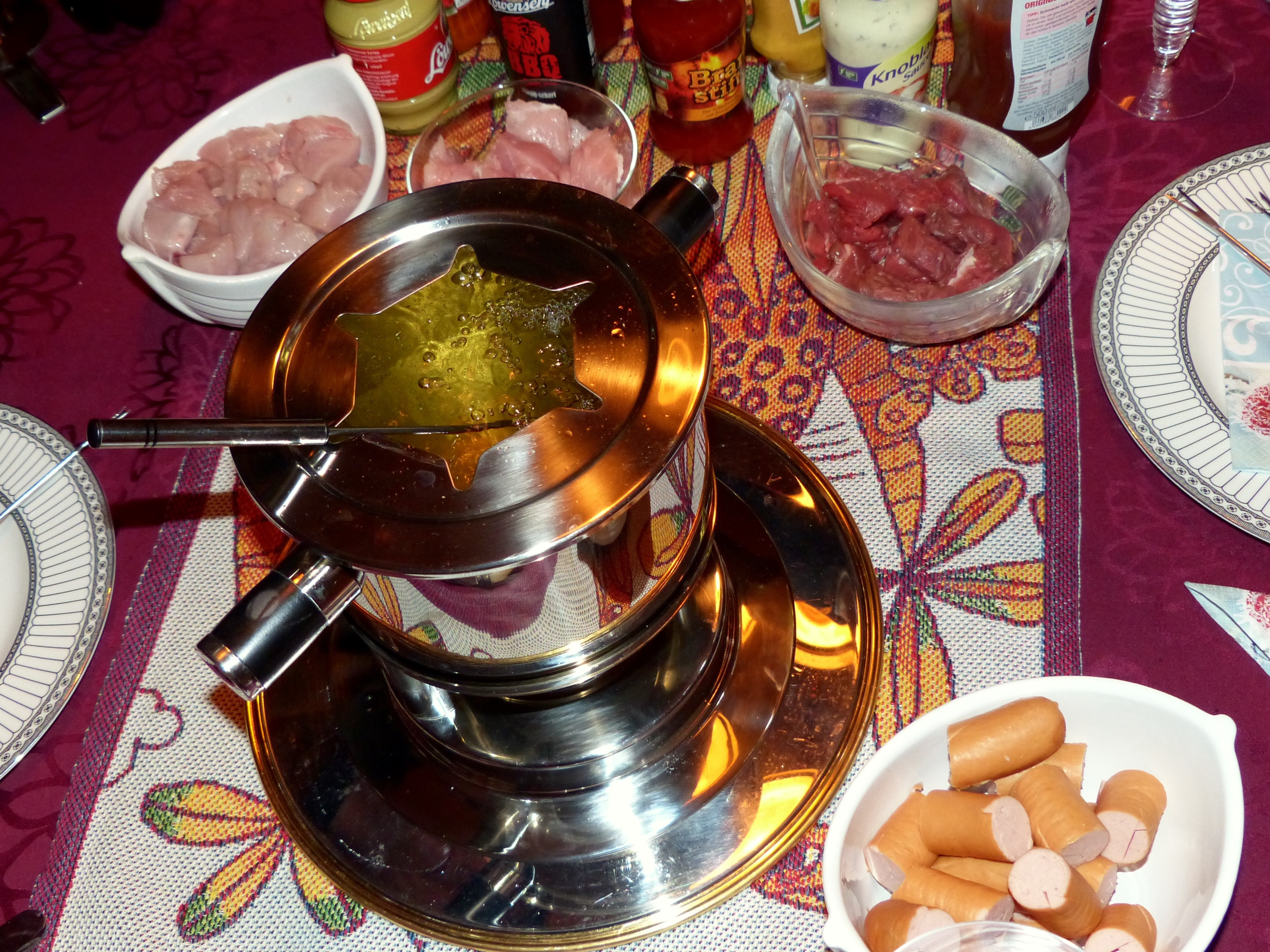
Fleischfondue

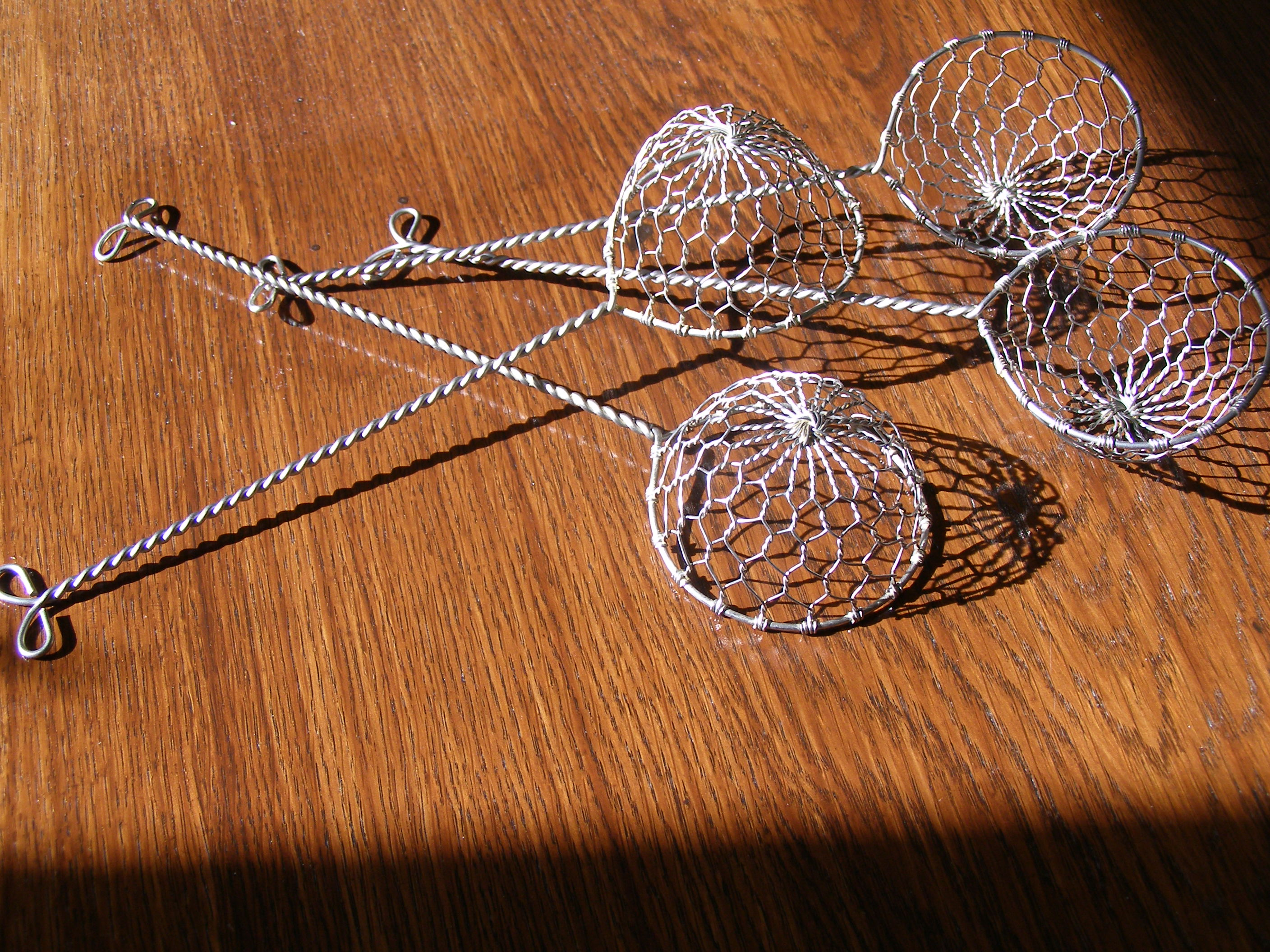
Besteck für Fischfondue

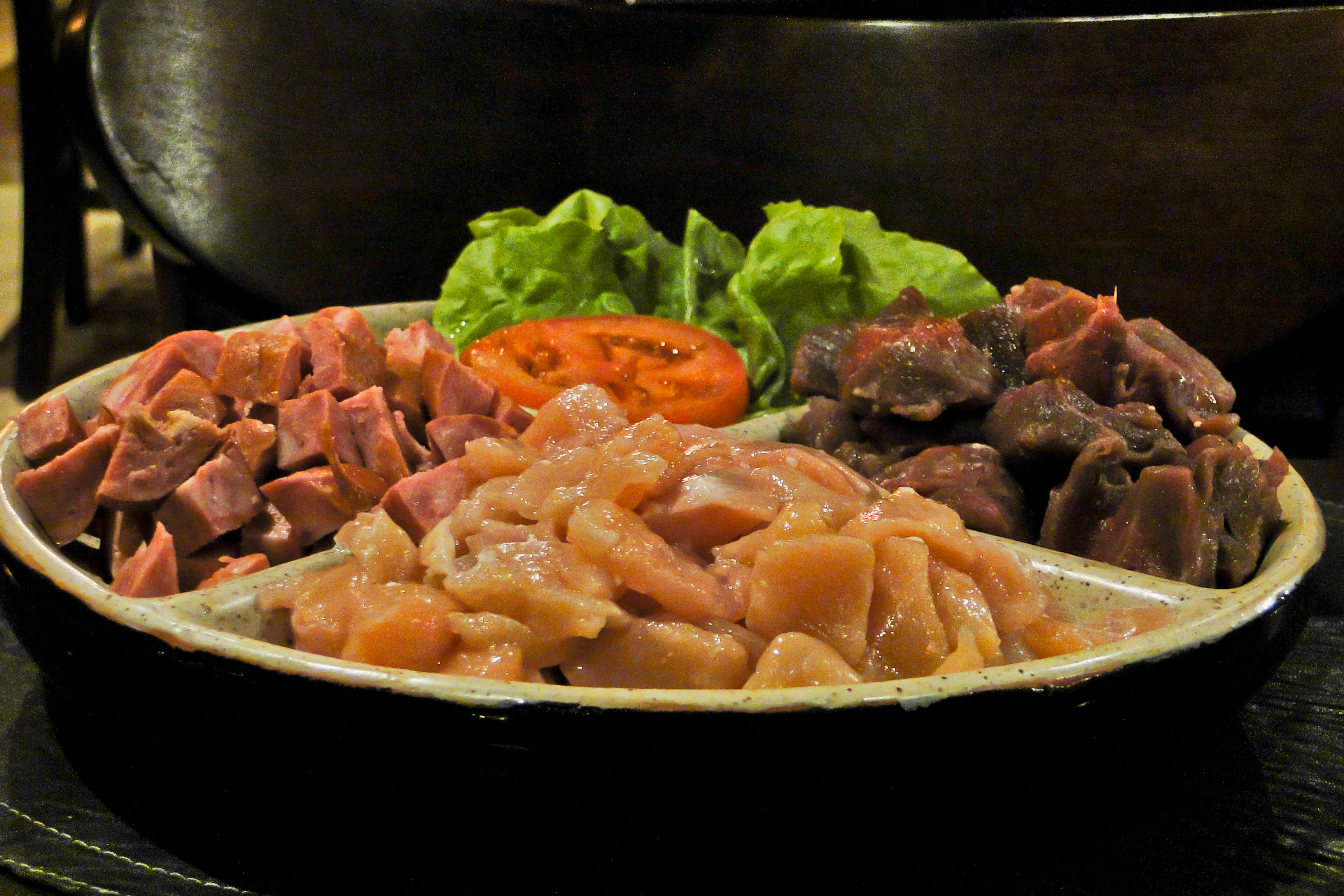
Fondueteller mit mehreren Fleischsorten

Auch als Fondue werden heute Fleisch- oder Fischtöpfe bezeichnet, zubereitet als Fettfondue (Fondue bourguignonne, „Burgunder Fondue“) oder Brühfondue. Das Brühfondue stammt aus Asien (Fondue Chinoise, „chinesisches Fondue“, oder in der japanischen Variante Shabu shabu), wo die Zubereitung von Speisen im sogenannten Feuertopf eine lange Tradition hat. In der heißen Brühe wird nicht nur Fleisch gegart, sondern auch Gemüse und kleine gefüllte Teigtaschen. Fisch wird in Körben über der kochenden Brühe gedämpft. Im Gegensatz zum Käsefondue wird hier kein Keramik-, sondern ein Metalltopf verwendet, da Fett oder Brühe nicht nur warmgehalten werden, sondern siedend heiß sein müssen. Zum Verzehr kann dann ein sogenannter Fondueteller verwendet werden, der eine große Fläche zum Essen hat und mehrere kleine Abteilungen für verschiedene Fleischsorten, Saucen, Dips und andere Zutaten bereitstellt. Obwohl beim Brühfondue nichts geschmolzen wird, spricht man auch hier von „Fondue“.
Bei der Zubereitung des Fettfondues spielt nicht nur die Auswahl der richtigen Fonduepfanne eine Rolle, auch das Fett muss für die hohen Temperaturen geeignet sein, die beim Erhitzen entstehen. Das Fett muss sich bis auf 180 Grad erhitzen lassen. Mittlerweile gibt es im Handel spezielle Fondue-Fette und -Öle; Sonnenblumenöl, Erdnussöl oder Sojaöl eignen sich ebenfalls gut. Die ideale Temperatur bestimmt man, indem man ein Holzstäbchen in das Fett hält. Steigen Bläschen auf, ist das Fett heiß genug.

## Weinfondue
Eine weitere Variante, die als Fondue-Vigneron oder Fondue-Bacchus bekannt ist, ist die Zubereitung von Fleischstücken in siedendem Wein. Verwendet werden können sowohl Rot- als auch Weißwein.

## Schokoladenfondue
Beim Schokoladenfondue werden mundgerechte Stücke Obst oder andere Lebensmittel mit einer Gabel in geschmolzene Schokolade getaucht. Eine Sonderform des Schokoladenfondues ist der Schokoladenbrunnen, bei dem sich die flüssige Schokolade über einen Springbrunnen ergiesst. Für ein Schokoladenfondue eignen sich sowohl Vollmilch- als auch Zartbitter- und weiße Schokolade.